# Collegiata di San Pietro (Rocca di Cambio)
La chiesa e collegiata di San Pietro a Rocca di Cambio è un edificio religioso che si trova sul punto più alto del paese, accanto alla torre del castello.

## Storia
Risale al X secolo, ma oggi mostra più stili, mostrando restauri apportati nell'ampliamento del XIV secolo e nel XVIII, dopo il 1703. La chiesa ha pianta rettangolare con robusti contrafforti e una semplice facciata a capanna, con il semplice portale romanico sovrastato da una piccola finestra a ventaglio. Originalmente doveva avere tre navate, ridotte a una dopo il grande terremoto del 1703, dato che la pianta è irregolare, lasciando a sinistra una porzione della seconda navata, oggi usata come sacrestia. 
Presso l'abside semicircolare, la chiesa ingloba il torrione del castello a scarpa, originalmente dotato di cuspide quadrata, poi crollata negli anni '40, insieme al campanile, oggi ricostruito. L'interno ha nove altari, in stile sobrio, con verniciature in bianco di stile neoclassico e soffitto a capriate, con un prezioso affresco medievale rinvenuto il 13 luglio 1822, raffigurante la Madonna del Rosario. Sulla destra si trova anche un prezioso ambone romanico della scuola di Nicodemo da Guardiagrele, in parte rimontato.

## Cinema
La chiesa compare nel film Il ritorno di don Camillo del 1953. In ricordo dell'episodio, nel 2007 è stata posta una targa commemorativa sulla scalinata che conduce alla Collegiata di San Pietro, uno dei luoghi principali delle riprese. La targa è stata inaugurata dal sindaco di Rocca di Cambio e dal vicesindaco di Brescello - set "naturale" di tutti i film di Don Camillo - in segno dell'amicizia tra i due paesi.